# Joseph Nonge
Joseph Nonge Boende Ruiz (15 mei 2005) is een Belgisch voetballer die onder contract ligt bij Juventus FC.

## Clubcarrière
Nonge ruilde in 2021 de jeugdopleiding van RSC Anderlecht voor die van Juventus FC. In zijn debuutseizoen speelde hij er bij de U17. In het seizoen daarop schoof hij door naar de U19, waarmee hij uitkwam in de Campionato Primavera 1. Nonge speelde dat seizoen ook zes wedstrijden in de UEFA Youth League. Op 19 maart 2023 maakte hij zijn officiële debuut voor Juventus Next Gen, het beloftenelftal van de club dat uitkomt in de Serie C: in de competitiewedstrijd tegen Aurora Pro Patria 1919 (1-1-gelijkspel) liet trainer Massimo Brambilla hem starten. Na afloop van het seizoen 2022/23, waarin het bij die ene wedstrijd voor Juventus Next Gen bleef, brak Juventus het contract van Nonge open tot medio 2026.
Op 4 januari 2024 maakte Nonge zijn officiële debuut in het eerste elftal van Juventus: in de bekerwedstrijd tegen US Salernitana 1919 (6-1-winst) liet trainer Massimiliano Allegri hem in de 76e minuut invallen. Drie dagen later liet Allegri hem, opnieuw tegen Salernitanan ook zijn Serie A-debuut vieren. Nonge klokte in zijn debuutseizoen bij het eerste elftal af op vier officiële wedstrijden: op 11 januari 2024 mocht hij in de 4-0-bekerzege tegen Frosinone Calcio in de 78e minuut invallen voor doelpuntenmaker Kenan Yıldız, op 3 maart 2024 viel hij in de competitiewedstrijd tegen SSC Napoli in de 76e minuut in. Die competitiewedstrijd tegen Napoli speelde Nonge weliswaar niet uit: de tiener veroorzaakte een strafschopfout die Napoli in de slotfase van de wedstrijd alsnog aan de zege hielp en werd in de 90e minuut gewisseld voor Danilo.

## Clubstatistieken
| Seizoen         | Club              | Land            | Competitie      | Competitie | Competitie | Beker | Beker | Supercup | Supercup | Europees | Europees | Totaal | Totaal |
| Seizoen         | Club              | Land            | Competitie      | Wed.       | Dlp.       | Wed.  | Dlp.  | Wed.     | Dlp.     | Wed.     | Dlp.     | Wed.   | Dlp.   |
| --------------- | ----------------- | --------------- | --------------- | ---------- | ---------- | ----- | ----- | -------- | -------- | -------- | -------- | ------ | ------ |
| 2022/23         | Juventus Next Gen | Vlag van Italië | Serie C         | 1          | 0          | 0     | 0     | —        | —        | —        | —        | 1      | 0      |
| 2023/24         | Juventus Next Gen | Vlag van Italië | Serie C         | 19         | 1          | 1     | 1     | —        | —        | —        | —        | 20     | 2      |
| 2023/24         | Juventus FC       | Vlag van Italië | Serie A         | 2          | 0          | 2     | 0     | —        | —        | 0        | 0        | 4      | 0      |
| Carrière totaal | Carrière totaal   | Carrière totaal | Carrière totaal | 22         | 1          | 3     | 1     | 0        | 0        | 0        | 0        | 25     | 2      |

Bijgewerkt op 20 augustus 2024.